# Rexburg
Rexburg település az Amerikai Egyesült Államok Idaho államában, Madison megyében, melynek megyeszékhelye is. Lakosainak száma 39 409 fő (2020. április 1.).

## Népesség
A település népességének változása:

| 2010 | 25 484 |
| 2020 | 39 409 |